# Telonaca alta
Telonaca alta är en insektsart som beskrevs av William D. Funkhouser. Telonaca alta ingår i släktet Telonaca och familjen hornstritar. Inga underarter finns listade i Catalogue of Life.